# 公園西駅
公園西駅 （こうえんにしえき）は、愛知県長久手市丸山にある、愛知高速交通東部丘陵線（リニモ）の駅である。駅番号はL06。
愛知万博期間中は長久手会場西ゲートに近い駅だった。現在は、名古屋商科大学の最寄駅（駅から南に3 km弱）として多くの学生が利用する。大学までは名鉄バスが30分おきに運行している。
愛知万博会場跡地は愛・地球博記念公園となったが、長らく当駅の近くには入口がなかった（駅より愛知県道215号田籾名古屋線を経て約1 km歩くと、公園西側の入口にたどり着くことはできる）ものの、2015年8月に駅より約150 m東に歩行者・自転車用ゲートが整備され、公園へのアクセスが改善された。
芸大通駅から当駅までの距離は1.5 kmで、線内で最も長い区間である。

## 歴史
- 2005年（平成17年）3月6日：開業[1]。
- 2016年（平成28年）3月12日：ICカード「manaca」の利用が可能となる[3]。
- 2017年（平成29年）3月29日：東口の使用開始[4]。

## 駅構造
島式1面2線ホームを持つ高架駅。無人駅である。
バリアフリーの対応として改札内に1基のエレベーターを配置。東口の使用の開始と同時に1基が追加された。
安全対策として1・2番線ホームに可動式ホームドアを設置。

### のりば
| 番線 | 路線        | 行先       |
| ---- | ----------- | ---------- |
| 1    | ■東部丘陵線 | 八草方面   |
| 2    | ■東部丘陵線 | 藤が丘方面 |

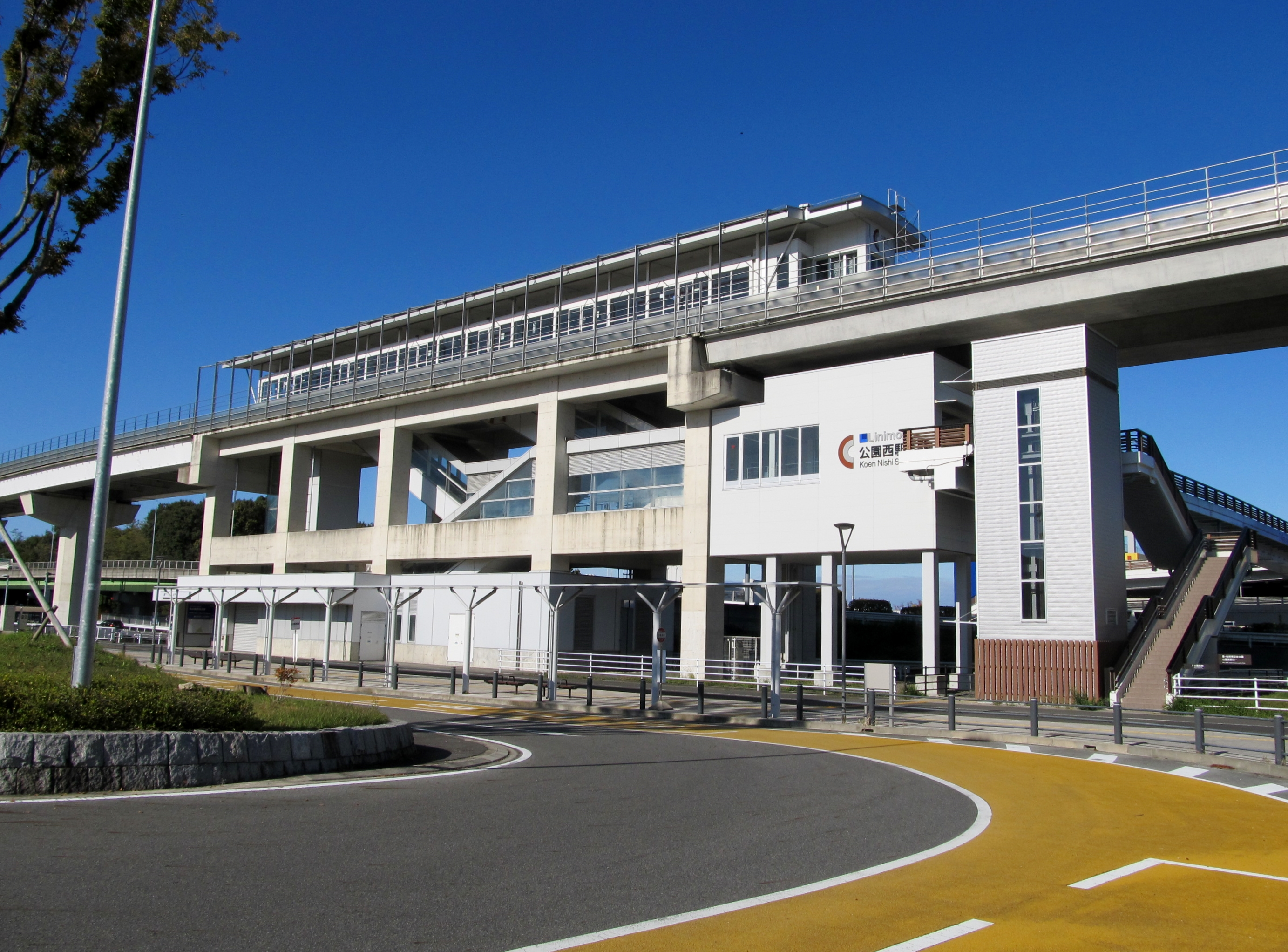
駅舎
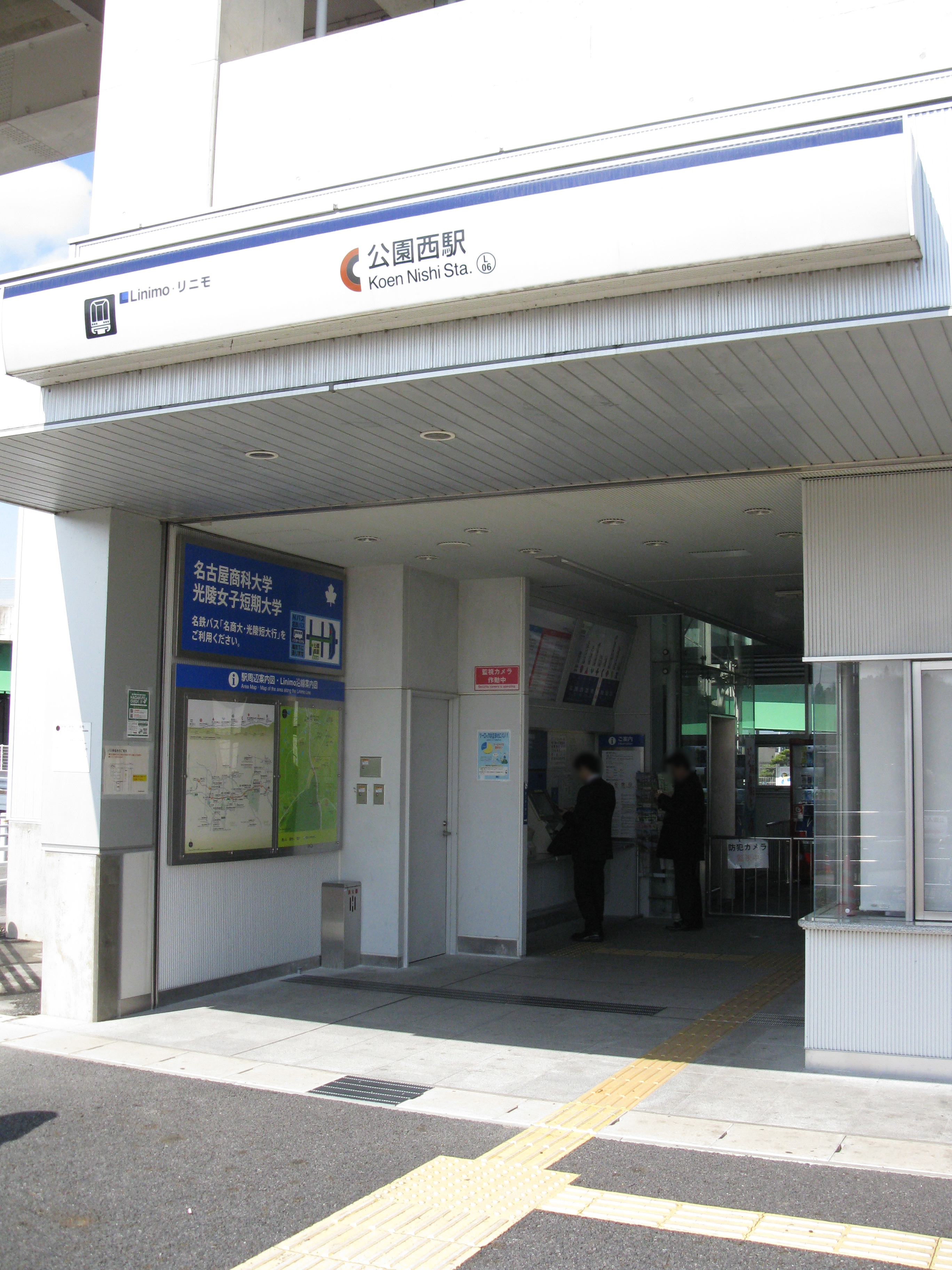
西口
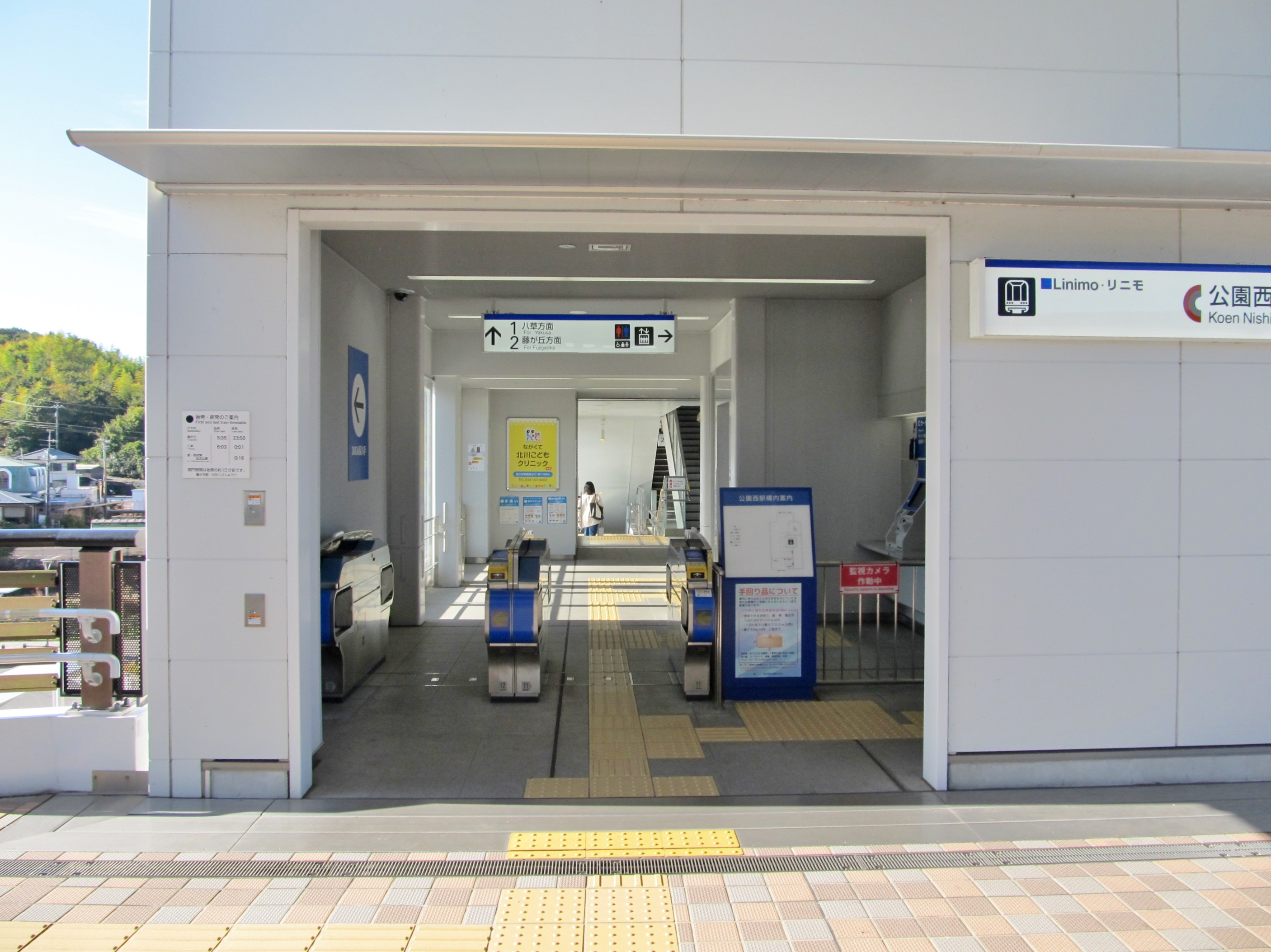
東口
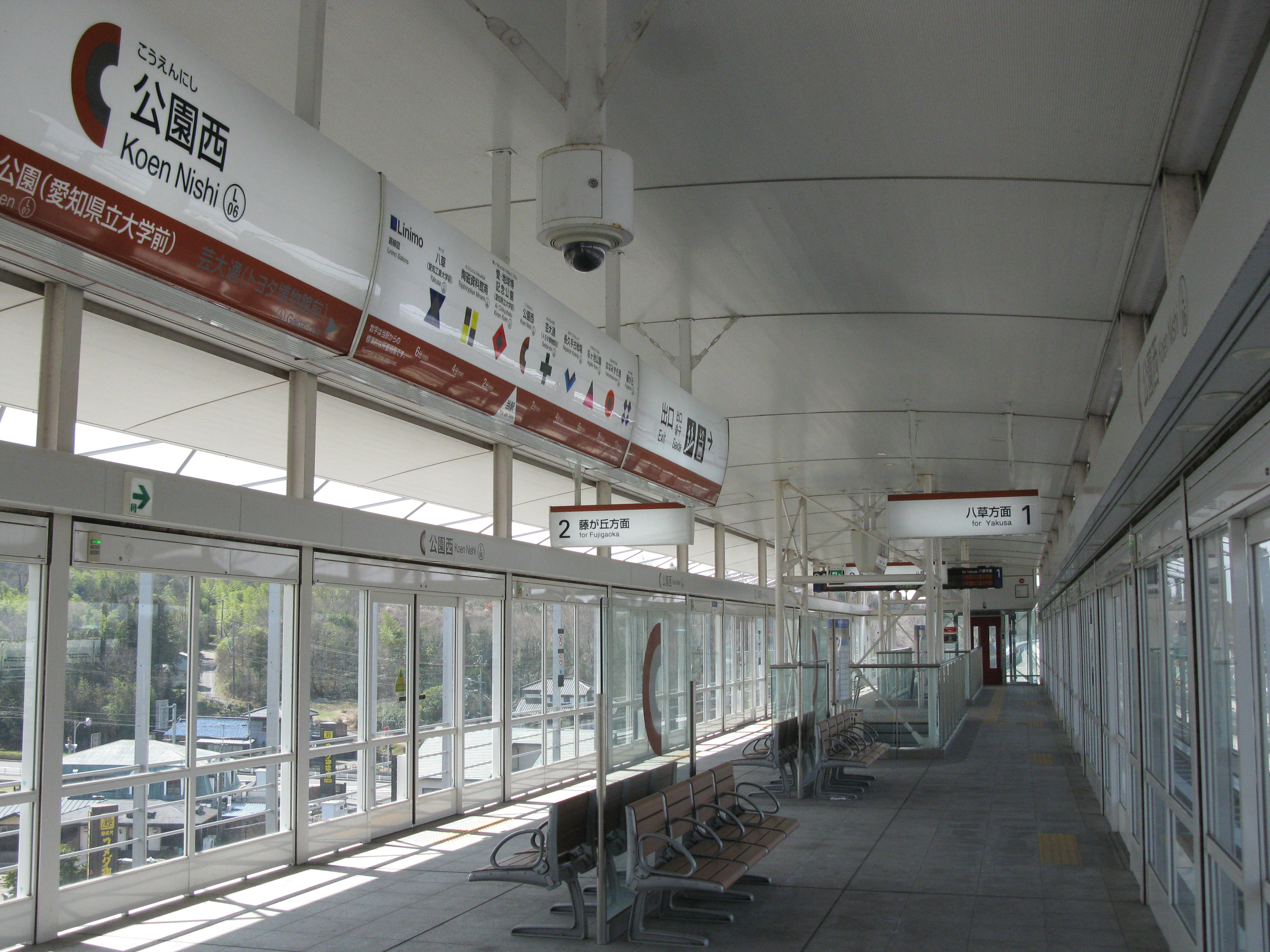
ホーム

## 利用状況
『ながくての統計』各号によると、乗車人員の推移は以下の通りである。
| 年                 | 年間    | 年間   | 一日平均< | 一日平均< | 備考             |
| 年                 | 総数    | 定期   | 総数      | 定期      | 備考             |
| ------------------ | ------- | ------ | --------- | --------- | ---------------- |
| 2004（平成16）年度 | 84808   | 18630  | 3392      | 745       | 2005年3月6日開業 |
| 2005（平成17）年度 | 1979729 | 128280 | 5429      | 356       | 万博開催         |
| 2006（平成18）年度 | 141674  | 84960  | 391       | 236       | [ 7 ]            |
| 2007（平成19）年度 | 186557  | 110850 | 515       | 308       | [ 7 ]            |
| 2008（平成20）年度 | 186478  | 112980 | 515       | 314       | [ 7 ]            |
| 2009（平成21）年度 | 192228  | 124050 | 531       | 345       | [ 7 ]            |
| 2010（平成22）年度 | 195502  | 123840 | 540       | 344       | [ 7 ]            |
| 2011（平成23）年度 | 215054  | 144210 | 594       | 401       | [ 8 ]            |
| 2012（平成24）年度 | 211795  | 137790 | 586       | 383       | [ 8 ]            |
| 2013（平成25）年度 | 212201  | 136290 | 587       | 379       | [ 8 ]            |
| 2014（平成26）年度 | 202154  | 124320 | 559       | 345       | [ 8 ]            |
| 2015（平成27）年度 | 222070  | 139050 | 613       | 386       | [ 8 ]            |
| 2016（平成28）年度 | 238626  | 154410 | 660       | 429       | [ 9 ]            |
| 2017（平成29）年度 | 469199  | 204840 | 1293      | 569       | IKEA長久手開店   |
| 2018（平成30）年度 | 438006  | 242730 | 1209      | 674       | [ 9 ]            |
| 2019（令和元）年度 | 459703  | 282120 | 1269      | 784       | [ 9 ]            |
| 2020（令和02）年度 | 290372  | 154620 | 801       | 430       | [ 9 ]            |

## 駅周辺
- 愛知県道215号田籾名古屋線
- 熊張神明社
- 香流川[注釈 1]
- 長久手市立東小学校
- 長久手温泉ござらっせ
- ヤマト運輸愛知主管支店

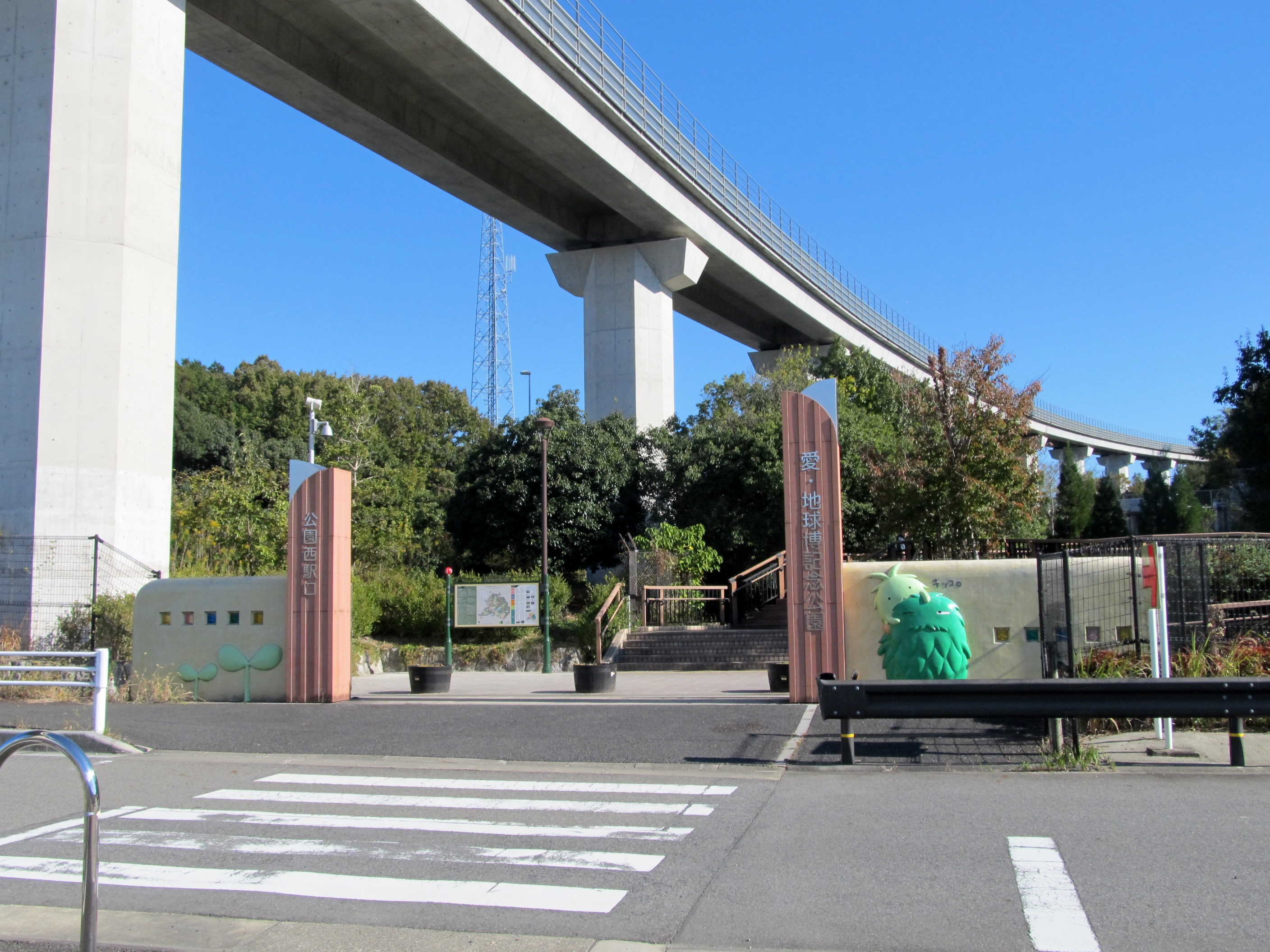
モリコロパーク公園西駅口

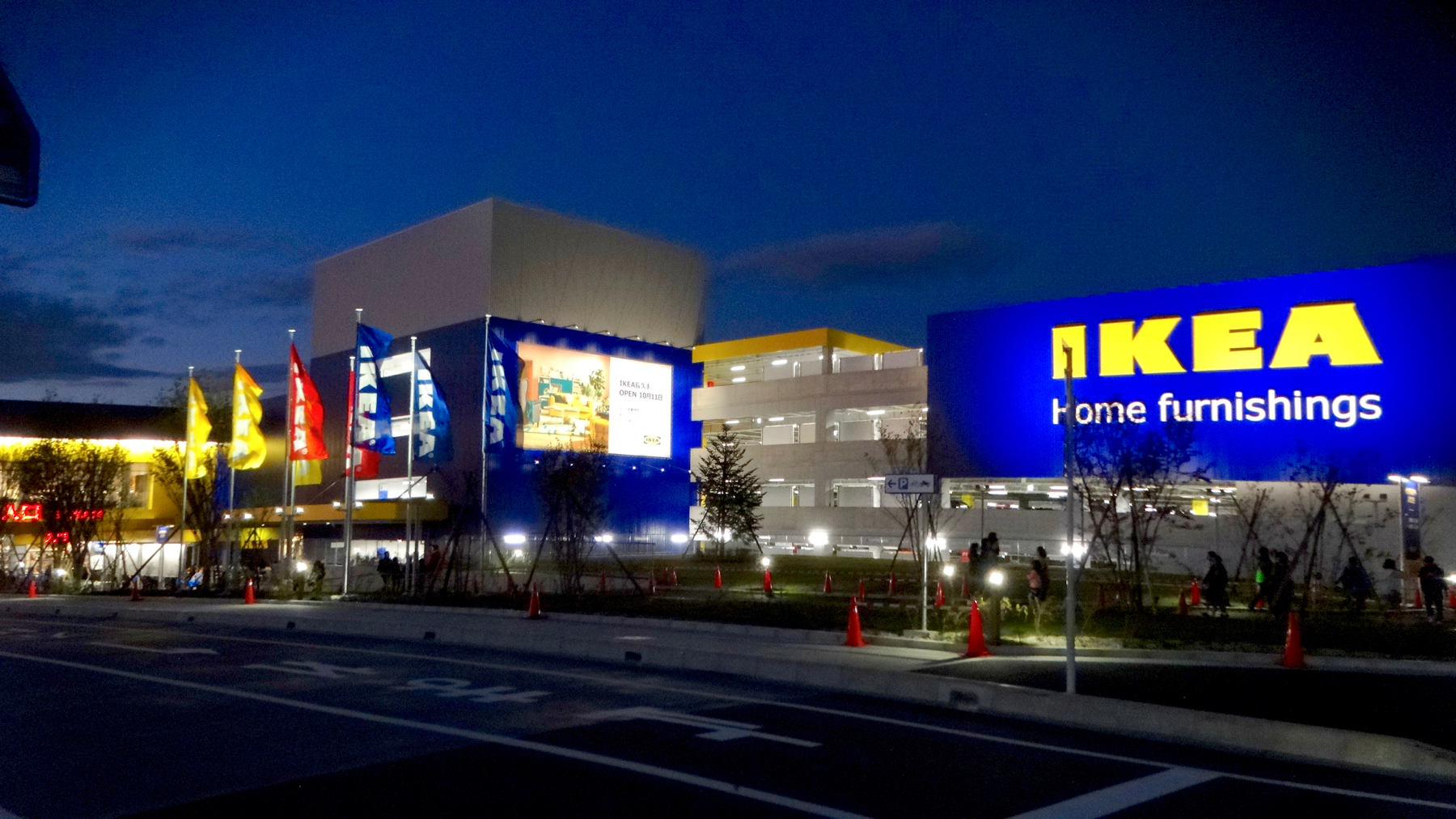
IKEA長久手

- 愛・地球博記念公園（モリコロパーク）公園西駅口
- IKEA長久手
- ベイシア長久手店
- 名古屋瀬戸道路長久手インターチェンジ（猿投グリーンロード方面への出入りのみ）

## 補足
愛・地球博開催期間中は隣駅の万博会場駅の混雑に伴い、会場から当駅まで徒歩で移動した後、当駅から藤が丘もしくは万博八草方面に向かう利用者もいた。
万博記念公園（日本万国博覧会（大阪万博）開催地の跡地）の東にある大阪モノレール彩都線にも、この駅と同様に公園東口駅がある。

## 隣の駅
愛知高速交通
■東部丘陵線（リニモ）
芸大通駅 (L05) - 公園西駅 (L06) - 愛・地球博記念公園駅 (L07)